# House of Paint
House of Paint war ein südafrikanisches Radsportteam.
Die Mannschaft wurde 2008 gegründet und nahm bis 2009 als Continental Team an den UCI Continental Circuits teil. Die meisten Rennen fuhren sie in Afrika. Manager war Sean Edwards, der von seinem Assistenz-Manager Chantel Albrecht unterstützt wurde.

## Saison 2009

### Erfolge in der UCI Africa Tour
In den Rennen der Saison 2009 der UCI Africa Tour gelangen die nachstehenden Erfolge.
| Datum      | Rennen                                        | Fahrer     |
| ---------- | --------------------------------------------- | ---------- |
| 15. Januar | 3. Etappe La Tropicale Amissa Bongo           | Jamie Ball |
| 10. März   | Südafrikanische Meisterschaft – Straßenrennen | Jamie Ball |

### Zugänge – Abgänge
| Zugänge          | Team 2008                  | Abgänge            | Team 2009      |
| ---------------- | -------------------------- | ------------------ | -------------- |
| Travis Allen     | Team Konica Minolta-Bizhub | Arran Brown        | Team Medscheme |
| Jeremy Maartens  | Team Neotel                | Hanco Kachelhoffer | Team Medscheme |
| Michael Robinson | Neoprofi                   | Mathew Funnell     | Unbekannt      |

### Mannschaft
| Name                | Geburtstag         | Nationalität | Team 2010      |
| ------------------- | ------------------ | ------------ | -------------- |
| Travis Allen        | 27. Juni 1984      | Südafrika    | DCM            |
| Jason Bakke         | 11. Dezember 1989  | Südafrika    | Team Medscheme |
| Jamie Ball          | 1. September 1979  | Südafrika    | DCM            |
| Richard Baxter      | 29. September 1985 | Südafrika    |                |
| Dean Edwards        | 14. September 1982 | Südafrika    |                |
| Jeremy Maartens     | 14. August 1979    | Südafrika    | DCM            |
| Michael-Dean Pepper | 26. Februar 1984   | Südafrika    |                |
| Michael Robinson    | 3. August 1988     | Südafrika    |                |

## Platzierungen in UCI-Ranglisten
UCI Africa Tour
| Saison | Mannschaftswertung | Fahrerwertung   |
| ------ | ------------------ | --------------- |
| 2008   | 9.                 |                 |
| 2009   | 5.                 | Jamie Ball (2.) |